# Martin Pringle
Pour les articles homonymes, voir Pringle.
Martin Pringle est un footballeur suédois né le 18 novembre 1970 à Göteborg, qui a évolué notamment au Helsingborgs IF, au Benfica Lisbonne et au Charlton Athletic FC. Il évoluait au poste d'avant-centre.
Depuis la fin de sa carrière de joueur, il est devenu entraîneur, tout d'abord en occupant le poste d'adjoint puis en entraînant une équipe féminine de football. Depuis décembre 2009, il est l'entraîneur du Västra Frölunda IF.

## Carrière de joueur
- 1991-1994 : Stenungsunds IF -  Suède
- 1994-1996 : Helsingborgs IF -  Suède
- 1996-1999 : Benfica Lisbonne -  Portugal
- → 1999 : Charlton Athletic FC -  Angleterre
- 1999-2002 : Charlton Athletic FC -  Angleterre
- → 2002 : Grimsby Town FC -  Angleterre

## Carrière d'entraîneur
- 2002-2004 : GAIS -  Suède (entraîneur-adjoint)
- 2004-2008 : Göteborg FC -  Suède (entraîneur de l'équipe féminine)
- 2008-2009 : Örgryte IS -  Suède (entraîneur-adjoint)
- 2009 - : Västra Frölunda IF -  Suède (entraîneur de l'équipe première)